# Bellactis lux
Bellactis lux — вид актиній родини Aiptasiidae. Описаний у 2023 році.

## Поширення
Вид описано на основі зразків, зібраних у Мексиканській затоці (біля узбережжя Флориди та Алабами). Звіти про цей вид відомі з початку 1990-х років, переважно з підводних польових путівників та літератури для акваріумістів-любителів під назвою «Lightbulb Anemone».

## Опис
Представники цього виду невеликі за розміром, з гладкою, як правило, звуженою колоною, розділеною на області за кольором, і несуть ряди з двох або трьох піднятих кінклід у середній колонці. Має характерні щупальця, напівпрозорі, роздуті дистально, можуть мати бульбоподібну форму з кільцями.